# Saint-Laurent-de-Carnols
Saint-Laurent-de-Carnols – miejscowość i gmina we Francji, w regionie Oksytania, w departamencie Gard.
Według danych na rok 1990 gminę zamieszkiwało 279 osób, a gęstość zaludnienia wynosiła 27 osób/km² (wśród 1545 gmin Langwedocji-Roussillon Saint-Laurent-de-Carnols plasuje się na 641. miejscu pod względem liczby ludności, natomiast pod względem powierzchni na miejscu 737.).